# Зграда Окружног суда у Шапцу
Зграда Окружног суда у Шапцу, улица Господар Јевремова бр.8, подигнута је 1907. године у истом стилу као и Начелство, само је годину дана касније сазидана у односу на здање Начелства. Зграда представља непокретно културно добро као споменик културе од великог значаја.
Зграда је дело архитекте Рувидића, са главном, уличном фасадом која је потпуно иста као на згради Начелства, с тим да је организација унутрашњег простора нешто различита: у приземљу и на спратовима су пространи холови, чега нема у згради Начелства.
Објекат је сазидан за потребе Окружног суда и ту намену је задржао до данас.